# الیسا لندی
الیسا لندی (ایتالیایی: Elissa Landi؛ ۶ دسامبر ۱۹۰۴ – ۲۱ اکتبر ۱۹۴۸) یک هنرپیشه اهل ایتالیا بود.
از فیلم‌ها یا برنامه‌های تلویزیونی که وی در آن نقش داشته است می‌توان به شوهر جنگاور، به دنبال مرد لاغر و کنت مونت کریستو اشاره کرد.